# James Montgomery Flagg
James Montgomery Flagg (n. 18 iunie 1877, Pelham Manor⁠(d), Westchester County, New York, SUA – d. 25 mai 1960, New York City, New York, SUA) a fost un artist american, autor de benzi desenate și ilustrator. A lucrat în mass-media, realizând o gamă largă de opere de artă de la picturi la benzi desenate, dar este amintit mai ales pentru posterele sale politice.

## Biografie
Flagg s-a născut la 18 iunie 1877 în localitatea Pelham Manor din statul New York.
A devenit pasionat de desen de la o vârstă fragedă, iar ilustrațiile sale au fost publicate în revistele naționale încă de la vârsta de 12 ani. Pe când avea 14 ani a devenit artist colaborator al revistei Life, iar în anul următor a colaborat la revista Judge. În perioada 1894-1898 a urmat cursurile școlii Art Students League of New York. A studiat arta plastică la Londra și Paris între 1898 și 1900, după care s-a întors în Statele Unite ale Americii, unde a realizat numeroase ilustrații pentru cărți, coperte de reviste, caricaturi politice, afișe publicitare și diferite desene. Printre creațiile sale a fost o bandă desenată, care a apărut în mod regulat în revista Judge din 1903 până în 1907, despre un vagabond poreclit Nervy Nat.
În 1915 a acceptat oferta agenției Calkins and Holden pentru a crea reclame pentru Edison Photo și Adler Rochester Overcoats, dar numai cu condiția ca numele său să nu fie asociat cu campania publicitară.

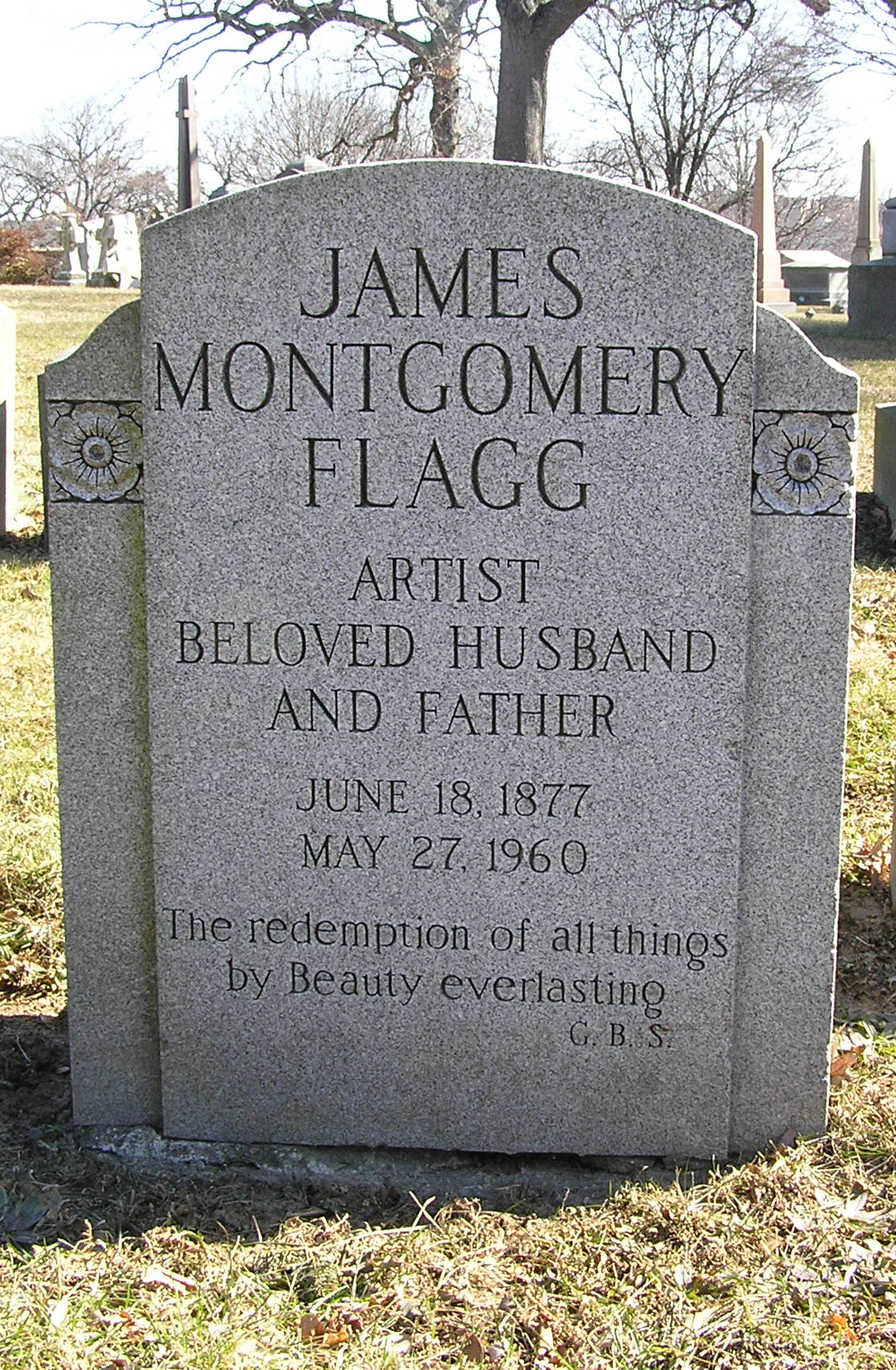
Mormântul lui James Montgomery Flagg din cimitirul Woodlawn

Cea mai faimoasă lucrare artistică a sa este un afiș realizat în 1917 pentru a încuraja înrolarea tinerilor în Armata Statelor Unite ale Americii în timpul Primului Război Mondial. El îl arăta pe unchiul Sam îndreptând degetul către privitor (inspirat de un poster britanic de înrolare care îl arăta pe lordul Kitchener într-o poziție similară), afișul având dedesubt titlul „I Want YOU for U.S. Army”. Flagg a creat mai întâi această imagine pentru ziarul <i>Frank Leslie's Illustrated Newspaper</i> din 6 iulie 1916 cu titlul „What Are You Doing for Preparedness?” Peste patru milioane de copii ale afișului au fost tipărite în timpul Primului Război Mondial și au fost retipărite apoi în timpul celui de-al Doilea Război Mondial. Flagg și-a folosit propria fața pentru unchiul Sam (îmbătrânind-o și adăugând o barbă albă de țap), a spus el mai târziu, pentru a evita problema dificilă a găsirii unui model. Președintele Franklin Delano Roosevelt a lăudat inventivitatea lui de a-și folosi propria față ca model. Potrivit unor relatări, un vecin al lui Flagg pe nume Walter Botts a servit ca sursă de inspirație. 
La apogeul carierei sale, Flagg era cunoscut ca fiind cel mai bine plătit ilustrator de reviste din America. A lucrat pentru Saturday Evening Post și Collier'ss, career ut două dintre cele mai populare reviste americane  În 194, Flagg și-a publicat autobiografia, Roses and Buckshot. În afară de activitatea sa de ilustrator, Flagg a pictat portrete sub influența artistică a lui John Singer Sargent. Printre cei pictați de Flagg s-au numărat Mark Twain și Ethel Barrymore; portretul lui Jack Dempsey atârnă acum în Sala Mare a National Portrait Gallery. În 1948 a apărut într-un anunț publicitar pentru berea Pabst Blue Ribbon, care-l arăta pe ilustrator pictând pe un șevalet în studioul său din New York, cu o tânără stând lângă el și cu o tavă pe care se afla o sticlă deschisă de Pabst și două pahare pline.
James Montgomery Flagg a murit pe 27 mai 1960 la New York. A fost înmormântat în cimitirul Woodlawn din Bronx, New York. 

## In memoriam
Orașul Fort Knox, Kentucky, are un teren de paradă numit în memoria lui James Montgomery Flagg. El poartă numele Flagg Field și este situat în spatele Fort Knox Hotel. 
Flagg și-a petrecut vacanțele de vară în Biddeford Pool, Maine, iar casa lui, James Montgomery Flagg House, a fost inclusă în 1980 în Registrul național al locurilor istorice.

## Galerie

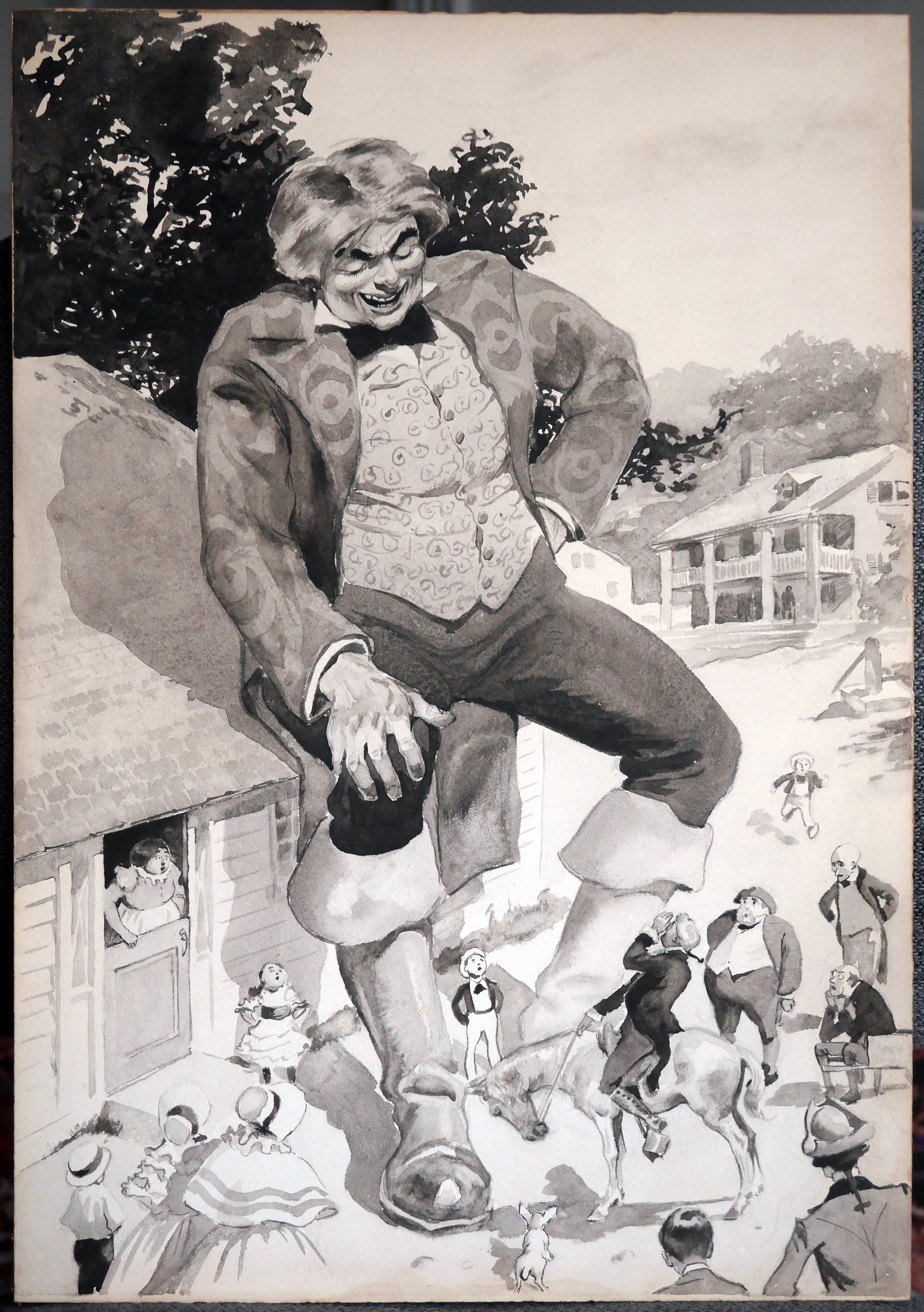
Ilustrație în revista St. Nicholas Illustrated, ianuarie 1898.
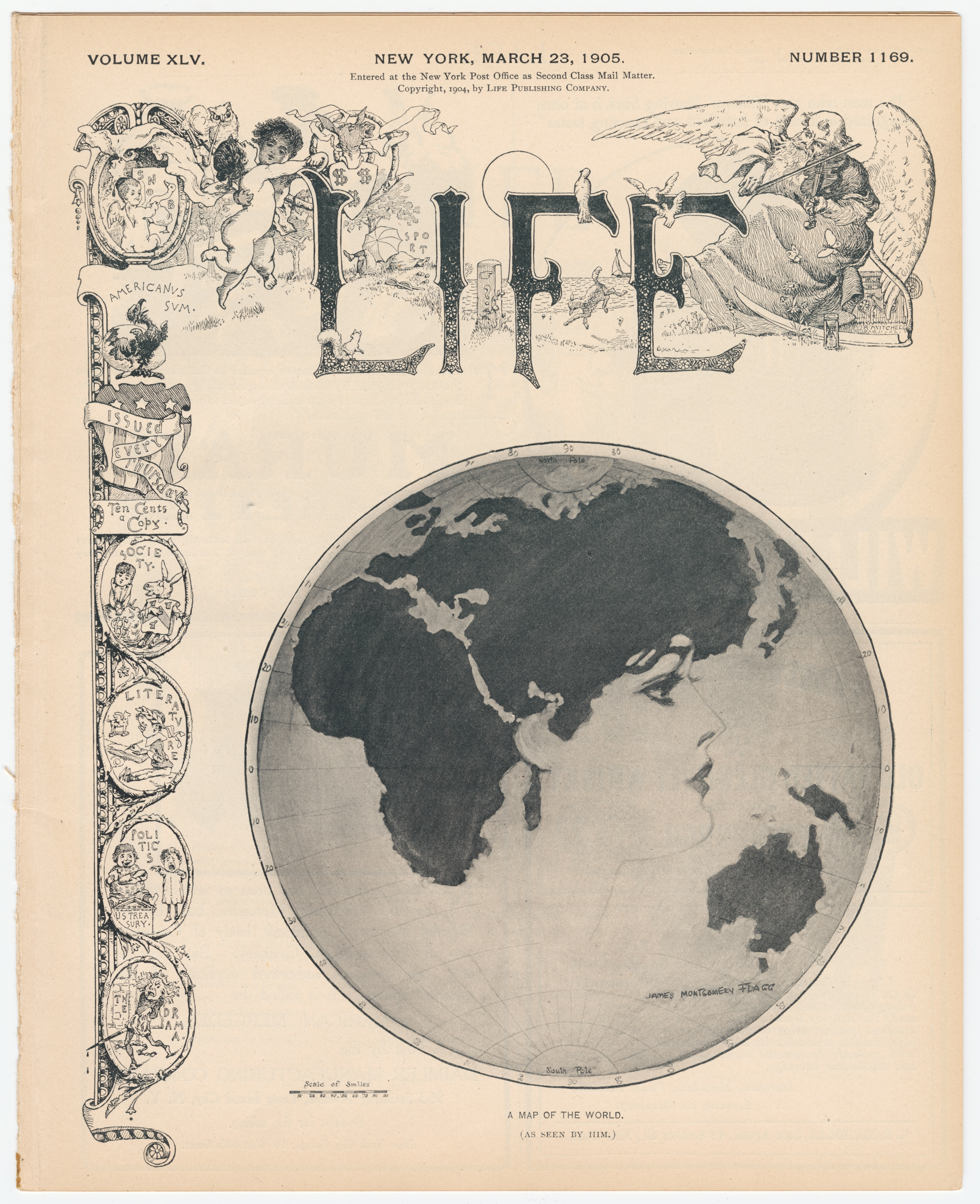
Lumea (așa cum a văzut-o el), 1905
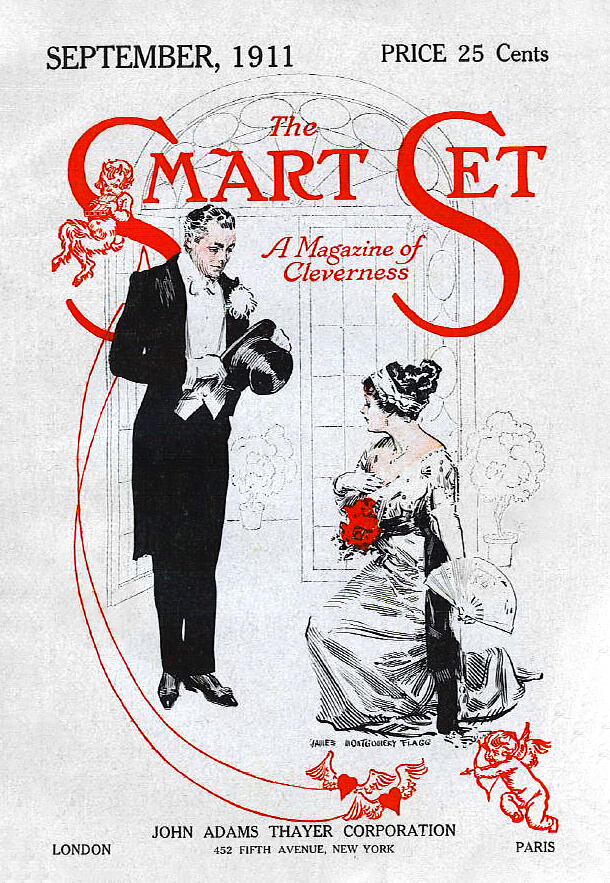
The Smart Set (coperta revistei), 1911
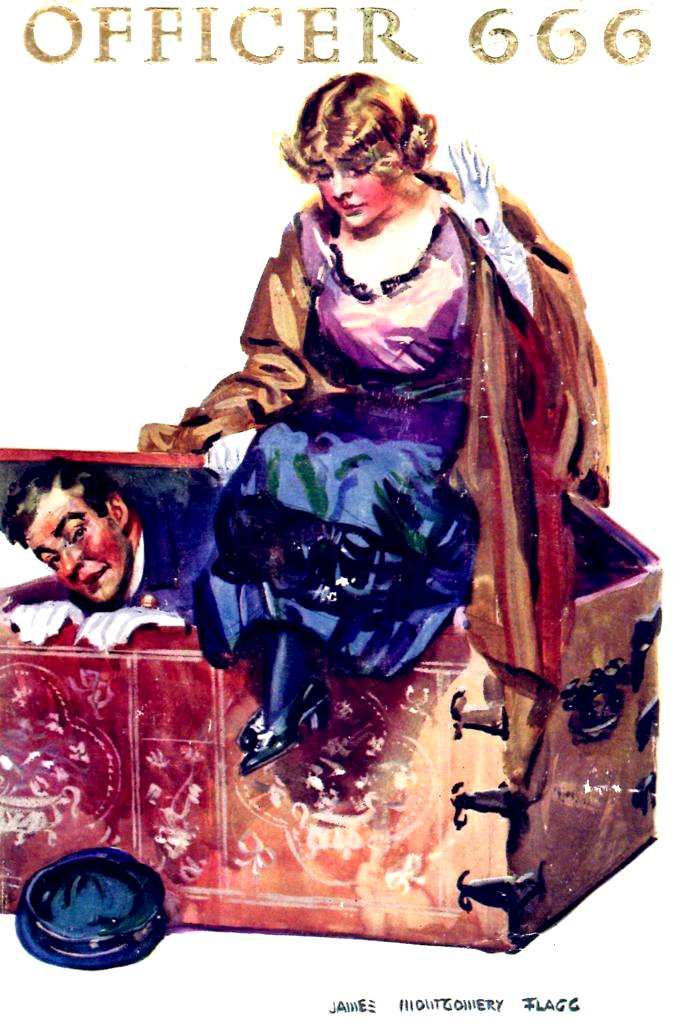
Coperta romanului popular Officer 666 de Barton Currie și Augustin MacHugh, 1912
Faimosul afiș al lui Flagg cu Unchiul Sam îndemnând tinerii să se înroleze în armată
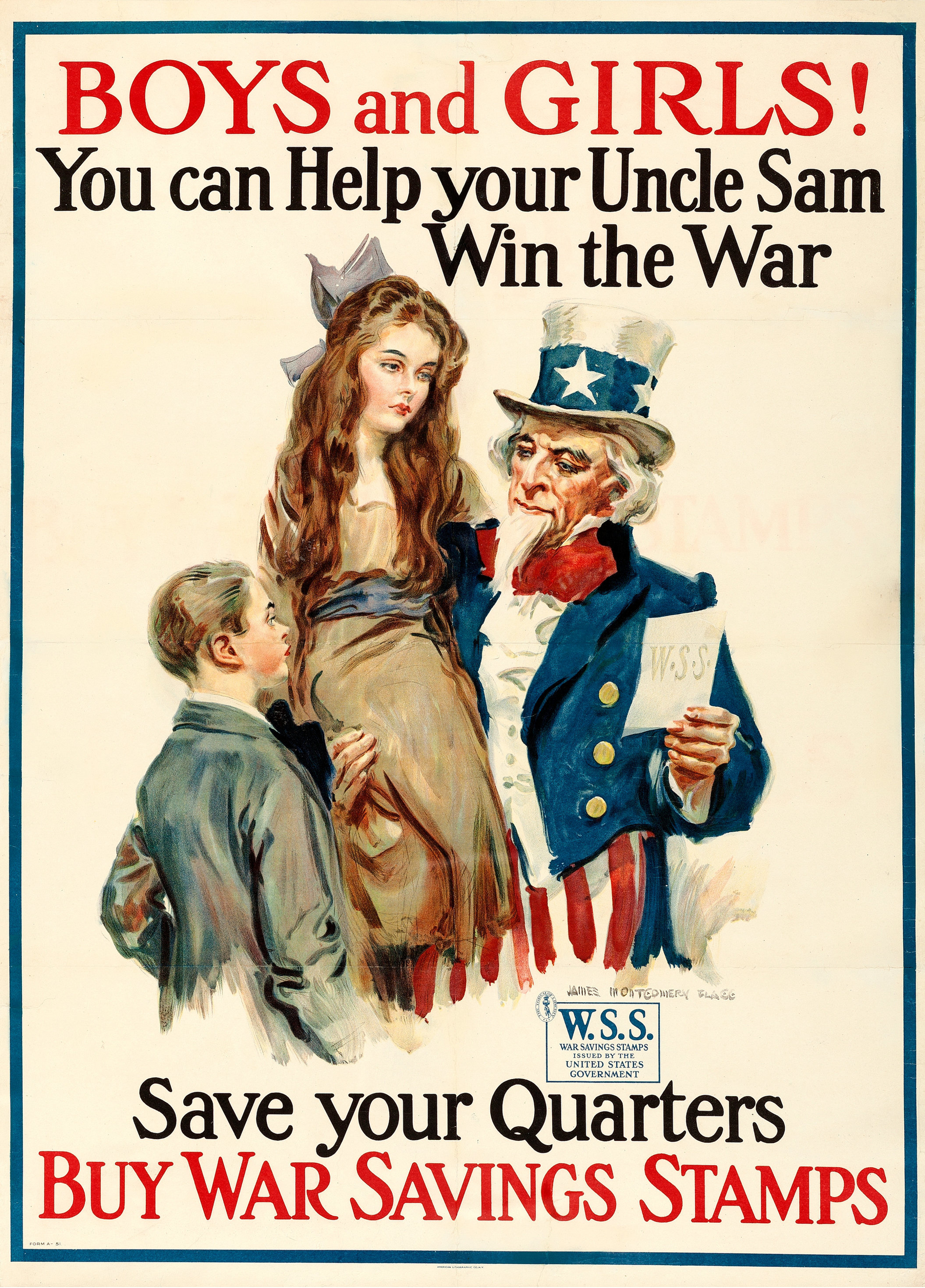
Afișul de război Uncle Sam Boys and Girls! 1917
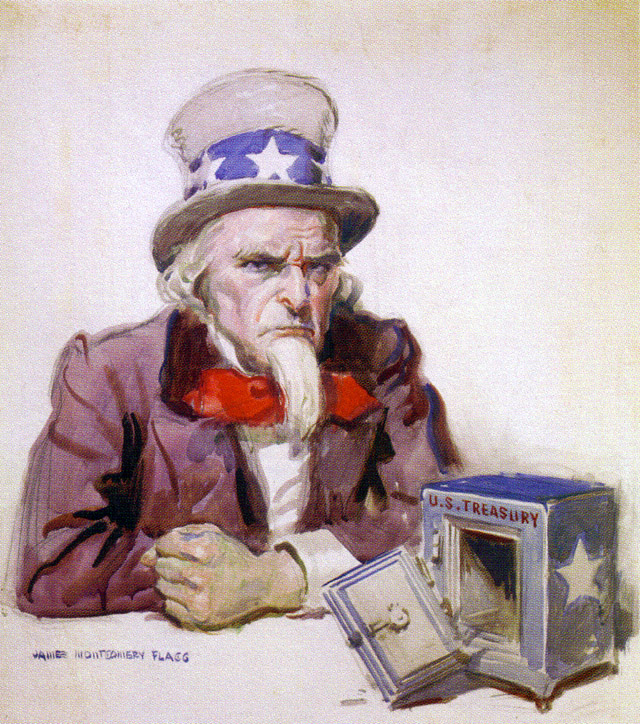
Unchiul Sam cu trezoreria goală
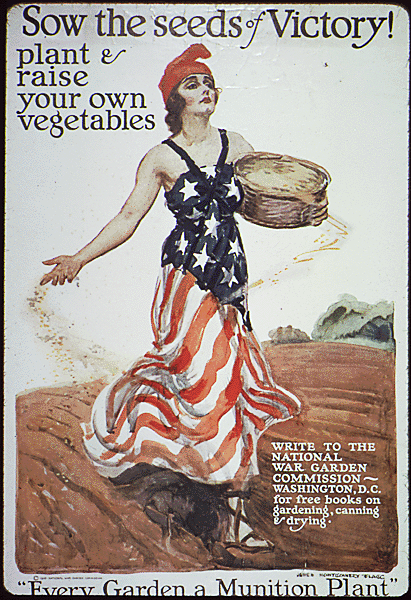
Columbia plantând semințele victoriei în grădină
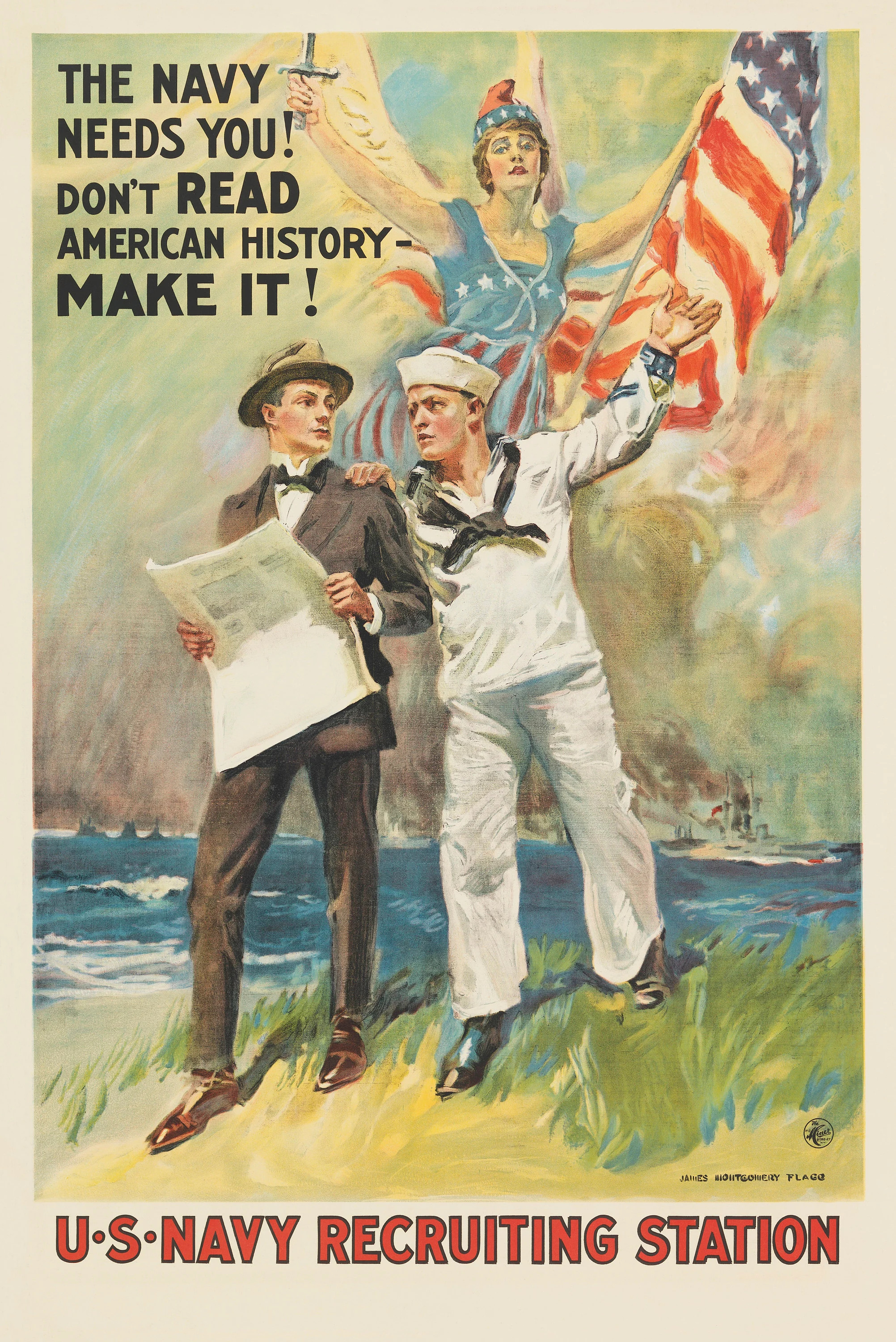
Marina are nevoie de tine! Nu citi istoria Americii, fă-o!
Trezește-te America, Civilizația îi cheamă pe fiecare femeie și pe fiecare copil!
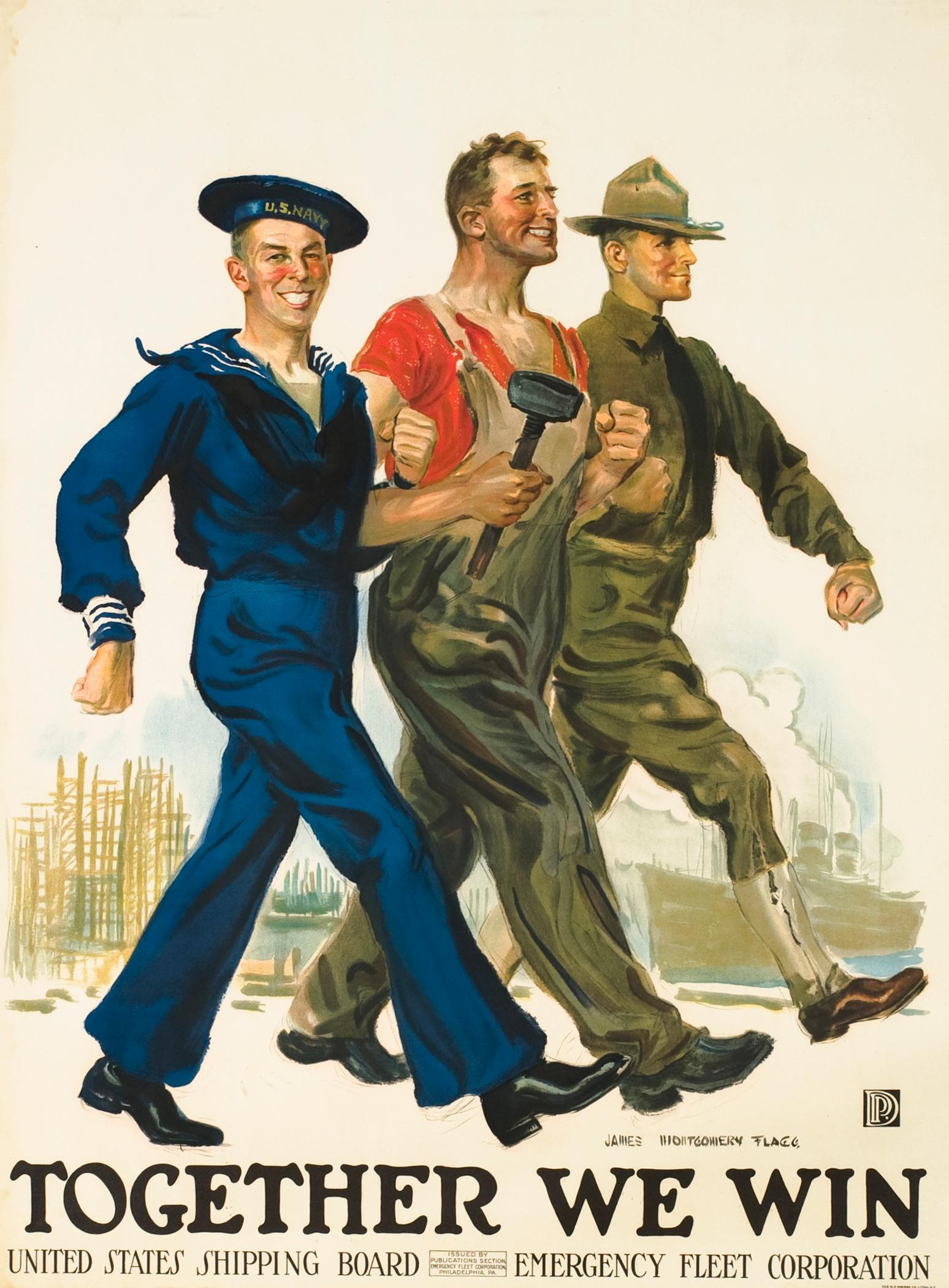
Împreună câștigăm  (Primul Război Mondial)
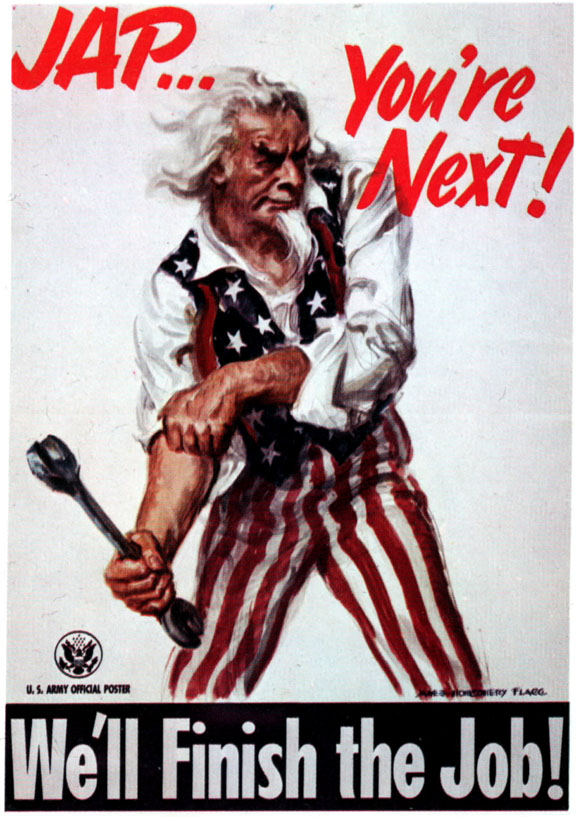
Poster al armatei americane din cel de-al Doilea Război Mondial care-l arată pe unchiul Sam ținând o cheie. Se pare că a fost lansat între ziua victoriei din Europa și ziua victoriei împotriva Japoniei.
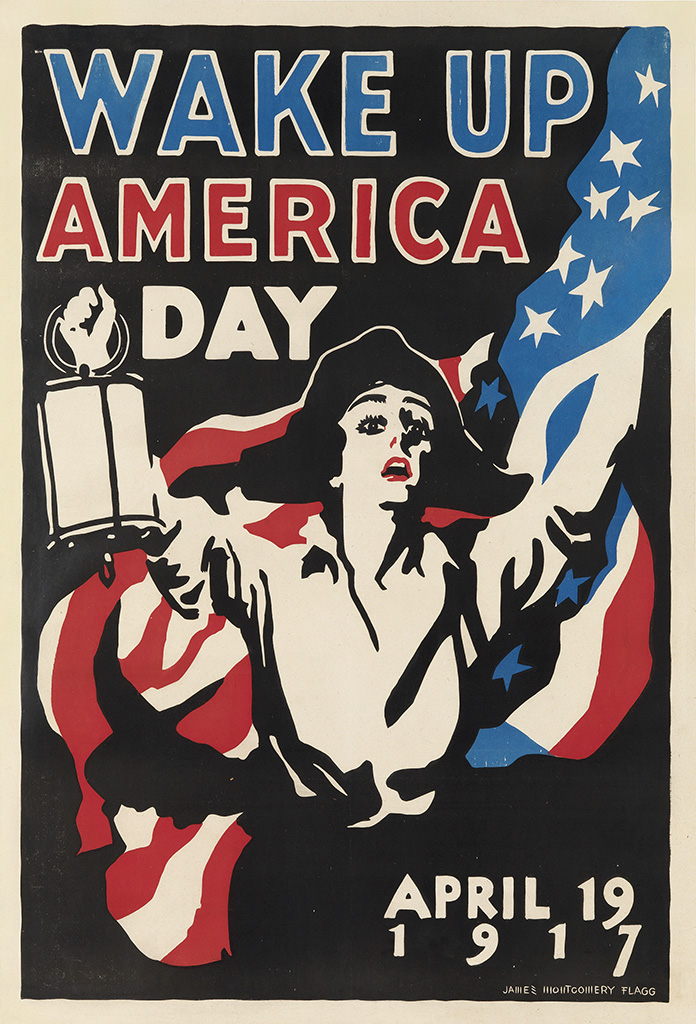
Ziua trezirii Americii pe 19 aprilie 1917 cu Jean Earle Mohle îmbrăcat ca Paul Revere

## Legături externe
- Lucrări de James Montgomery Flagg la Proiectul Gutenberg
- Opere de sau despre James Montgomery Flagg la Internet Archive
- „James Montgomery Flagg's 1917 "I Want You" Poster and other works”. Arhivat din original la 28 octombrie 2004. Accesat în 1 iunie 2003.
- James Montgomery Flagg on JVJ Publishing site Arhivat în 9 octombrie 2004, la Wayback Machine.
- James Montgomery Flagg artwork can be viewed at American Art Archives web site